# Otto Staudinger
Otto Staudinger (Groß Wüstenfelde, 2 de mayo de 1830 - Lucerna, 13 de octubre de 1900) fue un entomólogo alemán, que destacó por la recolección de insectos por todo el mundo y su venta. También realizó las nomenclaturas de diversas especies.

## Biografía
Desde muy pequeño, con 6 o 7 años, se inició en la entomología gracias a su profesor particular, que recogía escarabajos y se los mostraba. Con 13 años, Staudinger se empezó a interesar por los lepidópteros. En 1849 comenzó a estudiar medicina en la Universidad de Berlín, pero pronto cambió estos estudios por los de historia natural. 
En unos viajes entre 1850 y 1851, Staudinger conoció a muchos entomólogos, entre ellos Carl Eduard Adolph Gerstäcker. En 1851 enfermó, y en 1852 hizo un viaje de recuperación por el lago Ginebra, el Mont Blanc, Génova y la Costa Azul. 
En 1854, recibe su grado tras hacer la tesis doctoral. En ese mismo año, Staudinger viajó a Cerdeña, donde se instaló para obtener larvas de Papilio hospiton, de la familia Papilio. En 1855, fue a los Alpes y en 1856, a Islandia. Ese año se comprometió con la hija de otro biólogo y en 1857, se casó y viajaron a Francia y España. Tras ir a Barcelona, Valencia, Almería y Málaga llegaron a Granada, donde nació su hija. Luego fueron a Chiclana (Cádiz), y volvieron a Berlín en 1858. 
Staudinger comenzó a vender sus colecciones, ganando mucho dinero. La familia se trasladó a Dresde, donde fundó unos baños romanos algunos años después de nacer su hijo, Paul Staudinger, que sería explorador de África Occidental. Se mudaron a casas cada vez más grandes y, entre tanto, Staudinger se asoció con un entomólogo danés marido de su hija, al que poco a poco le cedío el negocio hasta su muerte en 1900, en pleno viaje de recuperación.

### Viajes más importantes
| Año              | Lugar                                                                |
| ---------------- | -------------------------------------------------------------------- |
| 1860             | Finnmark, Noruega                                                    |
| 1862             | La Granja de San Ildefonso, Castilla y León                          |
| 1866             | Sur de Francia, Ardèche                                              |
| 1875             | Turquía                                                              |
| 1880             | Sur de España (entre sus destinos Chiclana de la Frontera y Granada) |
| 1884             | De nuevo a La Granja de San Ildefonso, Lisboa                        |
| 1887             | Argelia                                                              |
| Distintas fechas | Los Alpes                                                            |

## Logros
Staudinger realizó tres catálogos de los lepidópteros de Europa y otro de toda la región paleártica. Además, inició la entomología en muchas partes del mundo, p. ej.: Asia menor, Oriente Medio, Sierra Leona, Camerún, Mongolia, Siberia, Tíbet, Extremo Oriente, Centroamérica (Panamá), Perú o el Amazonas. Por último, cabe destacar que describió muchos taxones. Una bibliografía anónima habla de 137 nuevas especies nombradas hasta el año 1901.

## Colección
- La colección privada de Staudinger, con las especies denominadas por él mismo, fue en 1907 al Museo Zoológico de la Universidad Humboldt,[1] fundado en 1809 por Johann Centurius Hoffmannsegg.
- Su colección de especies paleárticas fue al mismo museo en 1937.
- La colección de lepidópteros de la región paleártica llegó al Museo Estatal de Zoología en Dresde en 1961 y permanece hasta la actualidad.

## Abreviatura (zoología)
La abreviatura Staudinger  se emplea para indicar a Otto Staudinger como autoridad en la descripción y taxonomía en zoología.